# Mine de Vršany
La mine de Vršany est une mine à ciel ouvert de charbon située en République tchèque.